# سان ريمي أو بويز
سان ريمي أو بويز (بالفرنسية: Saint-Rémy-au-Bois)‏ هي بلدية تقع في إقليم باد كاليه من منطقة نور با دو كاليه في شمال فرنسا. تبلغ مساحة هذه المدينة 4.05 (كم²)، وترتفع عن سطح البحر 31 م، يبلغ عدد سكانها 126 نسمة حسب إحصاء المعهد الوطني للإحصاء والدراسات الاقتصادية سنة 2009 م. وترأس Claude Lagache البلدية خلال فترة (2008-2014).